# Shannon Rosenow
Shannon Rosenow, née le 20 juin 1972 à Edmonton, est une joueuse canadienne de soccer évoluant au poste d'attaquant.

## Carrière
Shannon Rosenow compte 27 sélections et 12 buts en équipe du Canada entre 1996 et 2000. Elle reçoit sa première sélection le 12 mai 1996, contre les États-Unis (défaite 0-6), et inscrit son premier but international le 19 juillet 1998, contre la Chine en amical (défaite 1-2).
Elle remporte le Championnat féminin de la CONCACAF 1998, où elle inscrit deux quadruplés, et participe à la Coupe du monde 1999 organisée aux États-Unis. Elle obtient sa dernière sélection sous le maillot canadien lors du match pour la cinquième place de l'Algarve Cup, le 18 mars 2000, contre le Danemark (victoire 3-2). 